# Amerika (canción)
«Amerika» («América» en alemán) es el segundo sencillo del álbum Reise, Reise de la banda alemana de metal industrial Rammstein. Fue publicado en septiembre de 2004 y es una crítica a la colonización cultural de los Estados Unidos de América en todo el mundo. Parte del estribillo está cantada en inglés.

## Letra
La canción cita de forma satírica varios símbolos que normalmente se asocian a los Estados Unidos, como la Coca-Cola, Mickey Mouse, la Casa Blanca y Santa Claus. En la segunda estrofa Rammstein critica el afán que, a su juicio, tienen los Estados Unidos de "forzar" a otros países a ser "libres":

Conozco algunos movimientos (de baile) muy útiles
y os cuidaré de dar malos pasos.
Y el que al final no quiera bailar
es que todavía no sabe que DEBE bailar.

En una entrevista, han asegurado de que no se trata de una canción antiestadounidense y que la crítica está exclusivamente destinada a la política del gobierno de George W. Bush. En la misma línea crítica con dicho presidente se encuentra la canción Zerstören, contenida en el siguiente álbum de la banda, Rosenrot (2005).

## Vídeo

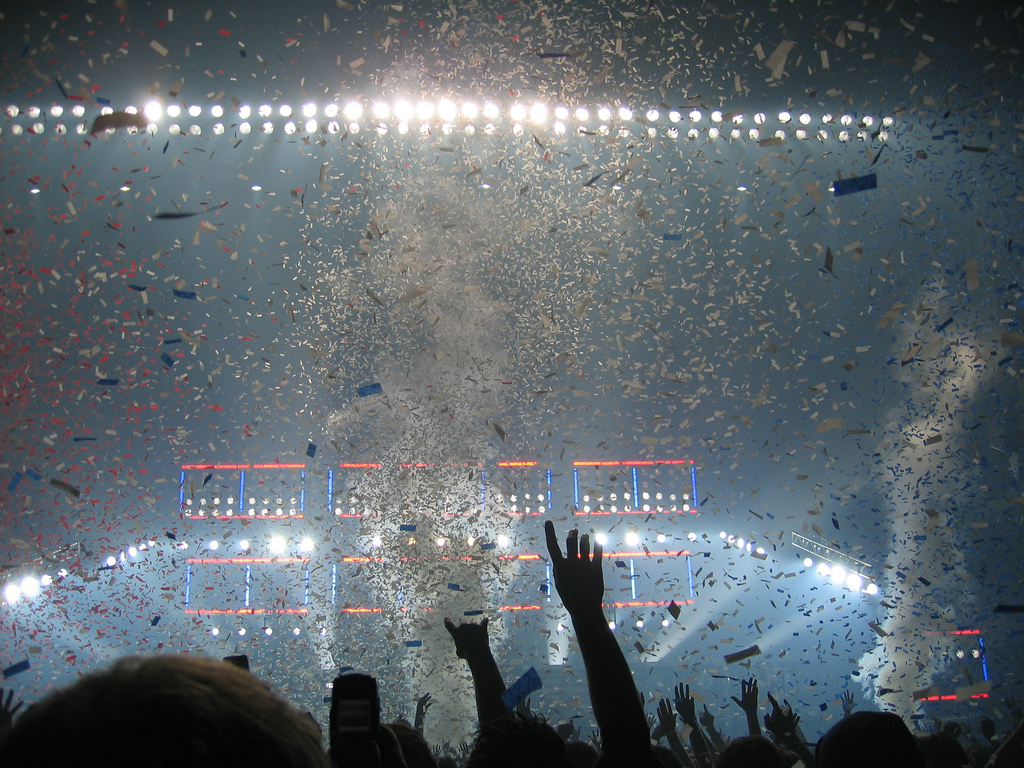
Rammstein interpretando «Amerika».

En el vídeo los miembros del grupo aparecen sobre la superficie de la Luna disfrazados con trajes de astronauta de la época del programa Apolo. Intercaladas, se muestran escenas de personas de otras culturas distintas a la occidental actuando según los estereotipos estadounidenses. Entre otras cosas, se puede ver a una tribu africana compartiendo una pizza delante del televisor o unos niños con hábitos naranjas de monjes budistas comiendo hamburguesas. Al final del vídeo se comprueba que los músicos están en realidad en un plató con un decorado que simula la superficie lunar, en un guiño a las teorías de conspiración que sostienen que los alunizajes de la NASA no fueron sino montajes. En el disfraz de astronauta de Till Lindemann, cantante de Rammstein, está bordado el nombre "Armstrong", en clara alusión al primer hombre en la Luna.

## En vivo
Durante las representaciones en directo de la canción el teclista Christian Lorenz aparece en escena conduciendo un patinete Segway, mientras cañones de aire disparan confeti con los colores nacionales de los Estados Unidos. Durante un concierto en Gotemburgo (Suecia) el 30 de julio de 2005, Till Lindemann fue accidentalmente atropellado por Lorenz, sufriendo una lesión de rodilla que a la postre supondría la cancelación de varios conciertos en Asia y Latinoamérica.

## Contenido del sencillo
- «Amerika» – 3:41
- «Amerika» (English Version) – 3:40 live in Mexico
- «Amerika» (Digital Hardcore Mix) – 3:49, Remix by Alec Empire
- «Amerika» (Western Remix) – 3:14, Remix by Olson Involtini
- «Amerika» (Andy Panthen & Mat Diaz's Clubmix) – 4:05
- «Amerika» (Electro Ghetto Remix) – 4:32, Remix by Bushido & Ilan
- «Amerika» (Jam & Spoon So kann's gehen Mix) – 7:31
- Mein Herz brennt (Orchesterlied V) – 5:37